# Объединённый блок труда
Объединённый блок труда (болг. Обединен блок на труда) — политическая партия в Болгарии (сокращённо ОБТ (болг. ОБТ)). Выступает с лево-националистических позиций, при этом призывая к общему единению всех левых сил Болгарии.
Принимала активное участие в выборах 2005 года и в местных выборах 2007 года, завоевала некоторое количество кметских должностей местного самоуправления.
В 2010 году партия изменила название на Болгарская лейбористская партия (болг. Българска лейбъристка партия).

## История
Объединённый блок труда был основан в мае 1997 года бывшим профсоюзным лидером, профессором Крастио Петковым. Последний был основателем и президентом (1990—1997) Конфедерации независимых профсоюзов Болгарии. С самого начала партия имеет социал-демократическую направленность.
31 октября 1998 года Объединённый блок труда объединился с болгарской социал-демократической партией, чтобы сформировать Объединение «Социал-демократия».
В начале 2001 года Объединённый блок труда вошёл в Коалицию за Болгарию (болг.), состоящую из пятнадцати политических партий, в том числе Болгарской социалистической партии.
В 2005 году Объединённый блок труда участвовал в Коалиции розы (болг.).

## Структура
В 2011 году Объединённый блок труда имеет 120 местных отделений, в партии состоят фактические 4800 членов и около 3000 «ассоциированных» членов (в том числе 4 иностранных).

### Президенты партии
- 1997—2016 — Крастио Петков (болг.)